# Iglesia de los Santos Reyes (Albalat dels Sorells)
La Iglesia parroquial de los Santos Reyes es un templo católico situado en la calle Mayor, 98, en el municipio de Albalat dels Sorells. Es Bien de Relevancia Local con identificador número 46.13.009-001.

## Historia
La parroquia se erigió en 5 de junio de 1454, inicialmente dedicada a Santiago Apóstol. El edificio se construyó en el siglo XVIII, si bien una datación precisa es difícil al haberse perdido los archivos durante la Guerra Civil. La portada y la cúpula son los elementos que permiten fechar el edificio. Las obras se realizaron con el patrocinio del conde de Albalat, que puso su escudo de armas en la portada, en las conchas de la cúpula y en el frontón del antiguo retablo mayor. El escudo al VI conde, José Torán y Sorell, quien entró en posesión del condado en 1726. Por su parte, la decoración pictórica de las ventanas de la cúpula guarda una extraordinaria semejanza con las de la bóveda de la Basílica de Nuestra Señora de los  Desamparados de Valencia. Por todo esto, y suponiendo que fuera su autor un discípulo de Antonio Palomino, podría situarse la construcción de la iglesia entre el segundo tercio del siglo XVIII.
El patronato de la parroquia, por concesión pontificia, perteneció al señor jurisdiccional desde su creación hasta la Guerra Civil Española, y fue ejercido por el conde de Albalat. La construcción del templo actual fue decidida por la parroquia y el consejo municipal en 1731, aprovechando y ampliando la estructura del templo anterior.
A principios del siglo XX, se llevó a cabo una intervención en el interior del edificio, alterándose algunos elementos de la  decoración barroca, sustituidos por estucados según el estilo de la época de la restauración, al tiempo que se doraron las molduras con oro fino.
La Guerra Civil causó deterioros, reparados en la Posguerra. En el año 1985 volvió a efectuarse una restauración de la nave del templo, manteniéndose el orden decorativo anterior. En 1990 se extendieron las restauraciones a fachada y campanario. Las obras de restauración prosiguieron en los inicios del siglo XXI.

## Descripción
La iglesia era barroca en su origen, si bien solo la portada y la decoración interior de cúpula y conchas mantienen ese estilo. Posteriormente, en la nave se adoptó el neoclasicismo, aunque con motivos rococós en los medallones sobre los arcos de acceso a las capillas y otras reminiscencias barrocas.
La planta del edificio responde al llamado modelo jesuítico, de una sola nave, con crucero y cuatro capillas laterales en cada lado, alojadas entre los contrafuertes y comunicadas por arcos abiertos en estos.
La portada es de piedra, presidida por un alto relieve de terracota que representa la Adoración de los Reyes Magos, titulares del templo. El relieve está flanqueado por dos estatuas de los santos patronos de la población, San Jaime y Santa Quiteria. El friso es de orden dórico, y descansa sobre pilastras decoradas con círculos. La presencia del blasón del conde señala su patronazgo sobre la parroquia. Más arriba se encuentra una ventana adintelada que da luz al interior. La fachada está coronada por una cruz metálica y cuatro pináculos agajados.
El campanario es de neoclásico. Se encuentra a la derecha de la fachada y se dispone en sentido oblicuo al eje de la nave.
La cúpula es de teja azul mojarra, alternada con blanca. Descansa sobre un tambor octogonal. Su interior, pintado en el templo, simula una balaustrada sobre la que se abren ocho ventanas (cuatro reales y cuatro imaginarias), decoradas con gran riqueza. El sector alto de la cúpula, centrado por una supuesta linterna, es de composición más sobria. Del mismo autor y época deben ser las conchas, que se repite el escudo señorial sostenido por ángeles.

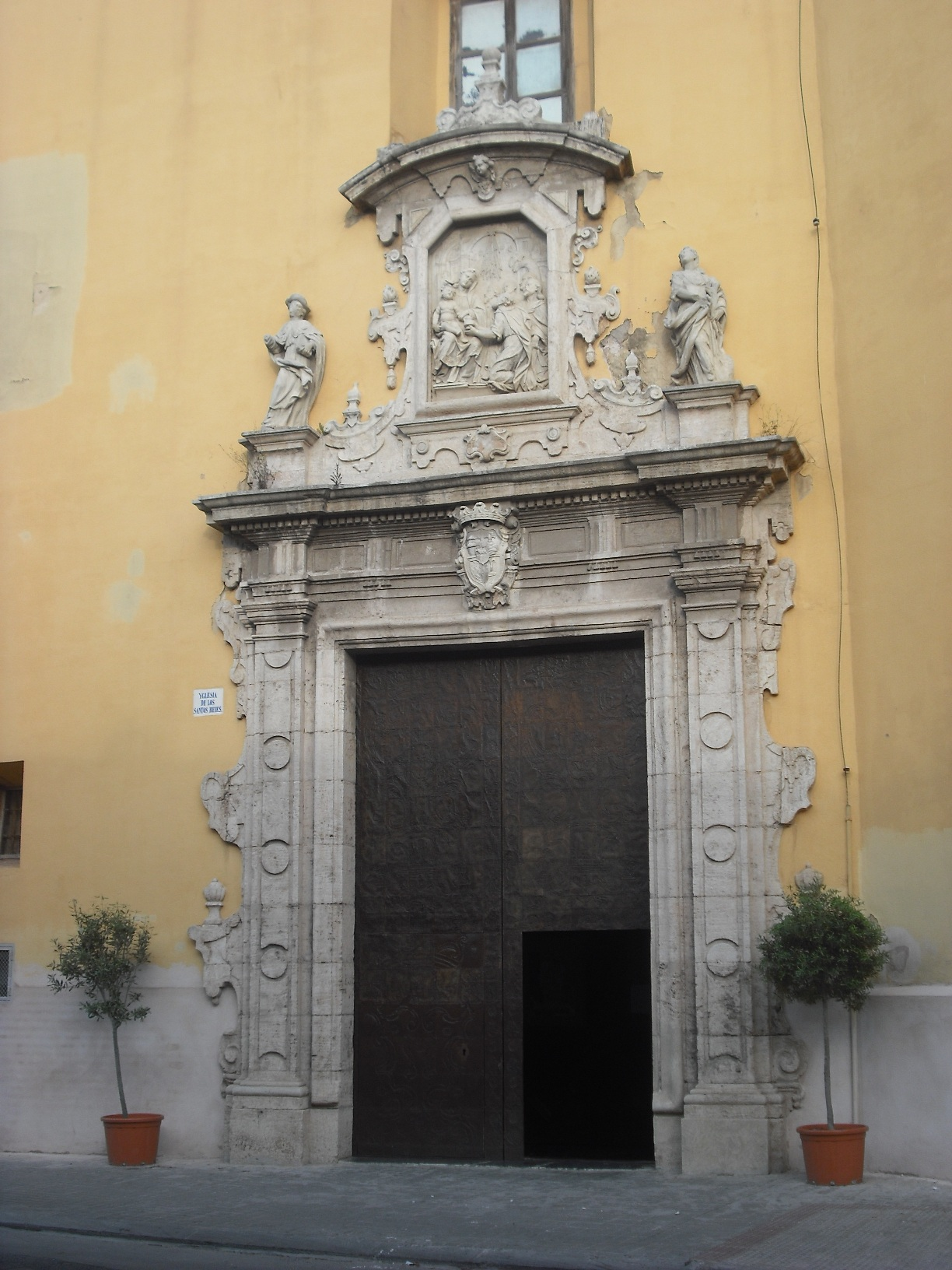
Portada, con el escudo señorial.
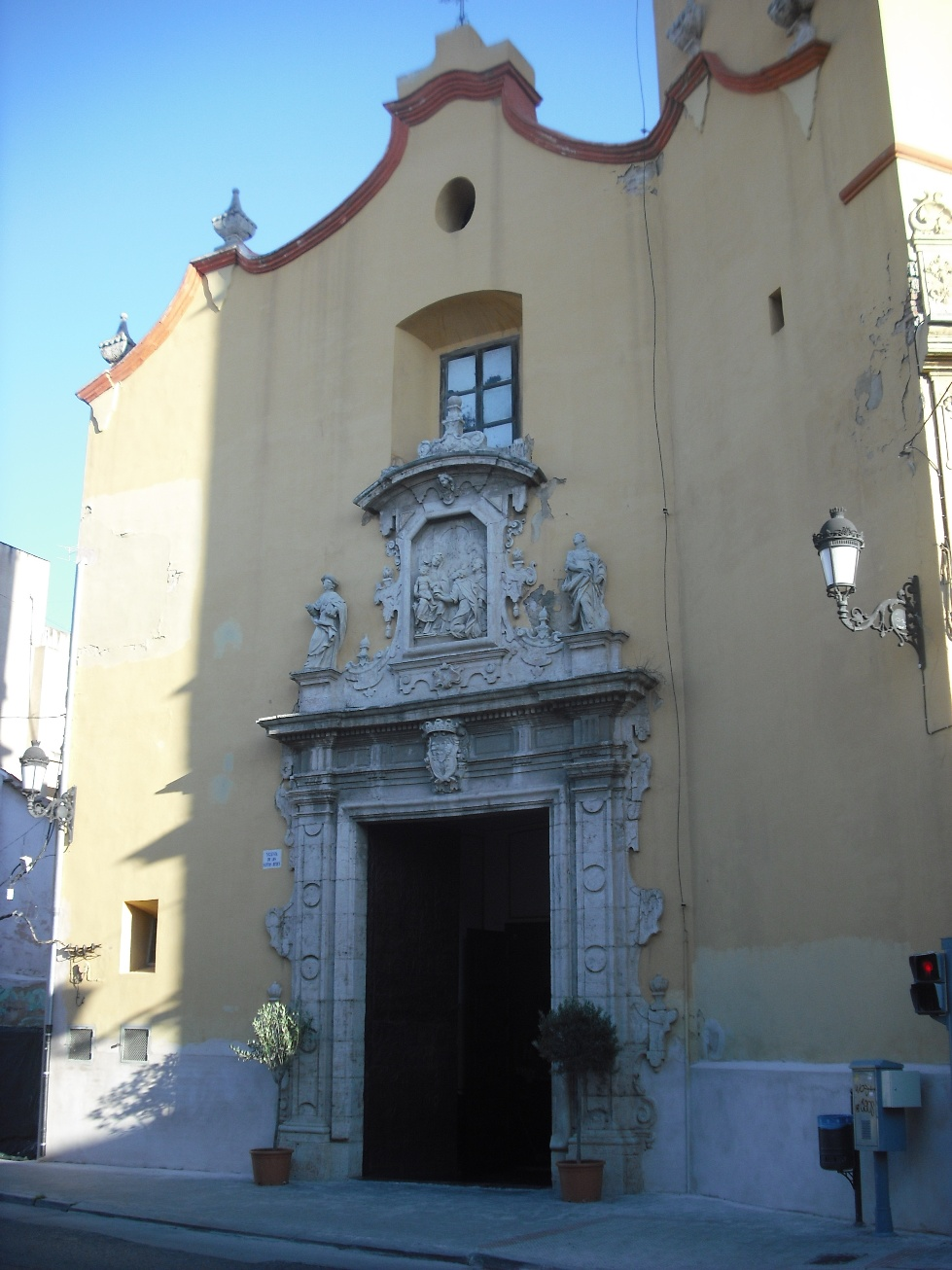
Fachada.
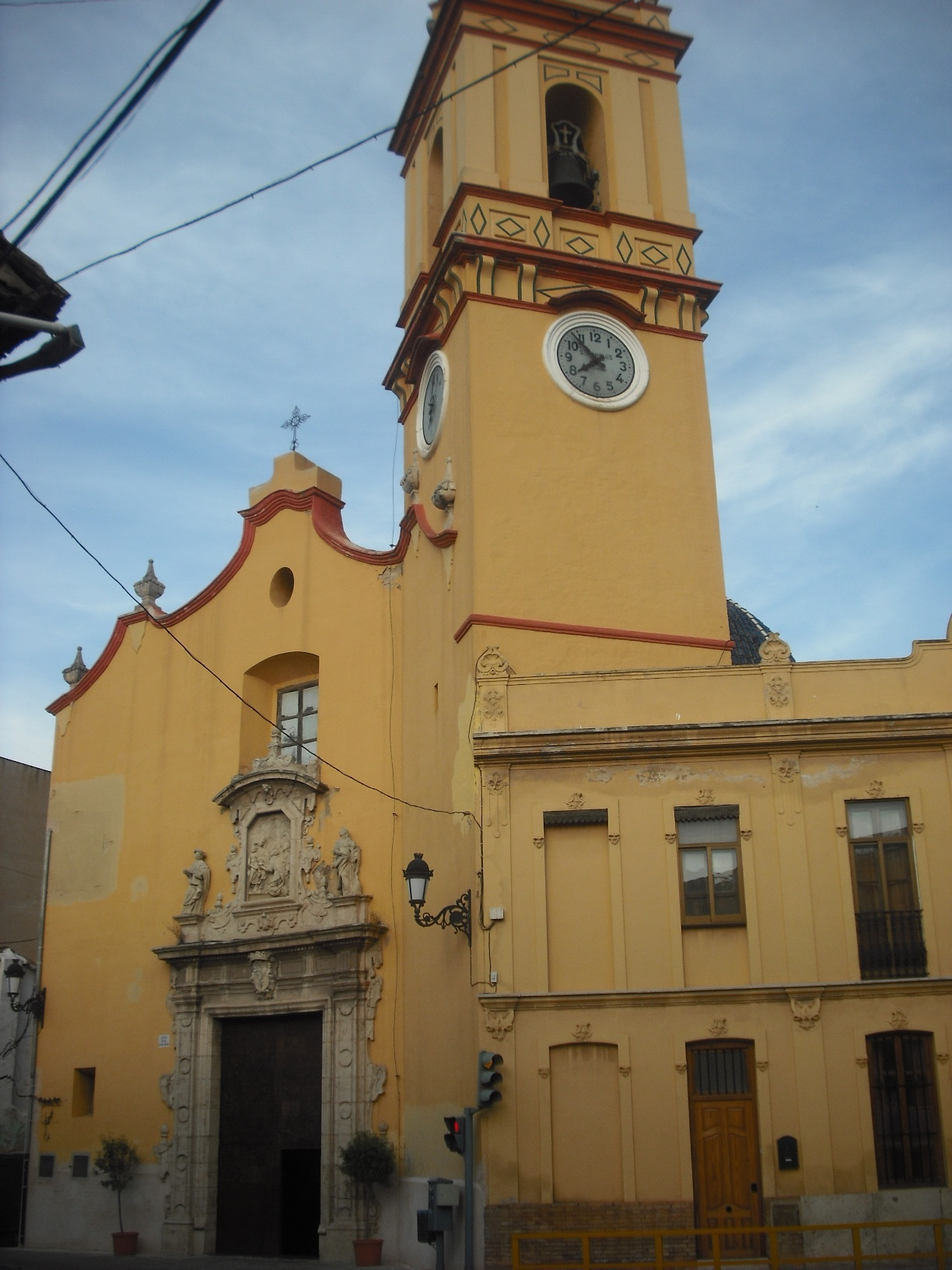
Campanario: obsérvese la oblicuidad respecto al eje del templo.